# Michael Sembello
Michael Andrew Sembello (Philadelphia, 1954. április 17. –) amerikai énekes, gitáros, billentyűs, dalszerző, zeneszerző és zenei producer.
Leginkább "Maniac" című, 1983-as slágeréről ismert, amely a Flashdance című film betétdala volt. A dalért, melyet énekesként és társszerzőként jegyzett, Oscar- és Golden Globe-díjra is jelölték.
Hat nyelven énekel, pályája során öt stúdióalbuma jelent meg. Két testvére volt, Danny és John; egyikük sem él már.

## Diszkográfia

### Stúdióalbumok
- Bossa Nova Hotel (1983)
- Without Walls (1986)
- Caravan of Dreams (1992)
- Backwards in Time (1997)
- Ancient Future (2002)